# Ingrid Turinawe
Ingrid Kamateneti Turinawe, (nhũ danh Ingrid Kamateneti) (sinh ngày 23 tháng 11 năm 1973), thường được gọi là Ingrid Turinawe, là một nữ chính trị gia, từng là Chủ tịch của Liên đoàn Phụ nữ trong Diễn đàn đối lập chính của Đảng Dân chủ (FDC). Bà cũng phục vụ như là Nhà vận động chính trị quốc gia cho đảng chính trị FDC.

## Bối cảnh và giáo dục
Bà được sinh ra Ingrid Kamateneti, vào ngày 23 tháng 11 năm 1973 tại Jane Bakesiga và Stanley Bakwatilenda (mất năm 1982), tại làng Kashojwa, tiểu quận Rugyeyo, thuộc quận Kanungu ngày nay, trước khi nó được tách ra từ quận Rukungiri. Bà là con thứ tư trong số chín người con, năm trai và bốn gái.
Bà theo học "Trường tiểu học Rugyeyo" khi anh học tiểu học và bà học tại "Trường trung học nữ Kinyasano" cho cả giáo dục O-Level và A-Level. Sau đó, bà đã nhận được bằng tốt nghiệp giáo dục từ trường đại học giáo viên quốc gia, Kabale, ở thị trấn Kabale. Tuy nhiên, sau đó, bà tốt nghiệp Đại học Nkumba với bằng Cử nhân Quản trị và Hành chính công.

## Nghề nghiệp
Trong kỳ nghỉ dài sau khi học trung học năm 1992, Ingrid kết hôn với Jackson Turinawe, một doanh nhân thành đạt ở thị trấn Rukungiri. Sau khi học văn bằng tại Kabale, Ingrid dạy một năm và sau đó cùng chồng kinh doanh, giúp điều hành hiệu thuốc của họ ở thị trấn Rukungiri. Năm 1998, bà được bầu vào Hội đồng quận Rukungiri, đại diện cho tiểu quận Buhunga và tiểu quận Ruhinda.
Năm 2001, bà được bầu lại vào hội đồng huyện. Năm 2003, quận Kanungu được tách ra khỏi quận Rukungiri. Một năm sau, Ingrid Turinawe trở thành Chủ tịch quận Rukungiri, khi cựu diễn giả, George Owakiroru, bị bắt vì cáo buộc hoạt động khủng bố. Bà phục vụ trong vai trò đó cho đến năm 2006. Bà trở thành thành viên sáng lập của đảng chính trị FDC năm 2005.
Năm 2005, Ingrid tách khỏi Jackson Turinawe, chồng của bà 13 năm, nhưng không ly hôn chính thức. Bà chuyển đến Kampala, thủ đô và thành phố lớn nhất ở Uganda. Vào năm 2006, bà đã tranh cử ghế quốc hội bầu cử phụ nữ quận Rukungiri, và một lần nữa vào năm 2011, và thất bại trong cả hai lần.